# Rattus richardsoni
Rattus richardsoni es una especie de roedor miomorfo de la familia Muridae.

## Distribución geográfica yhábitat
Es endémica de montanos de Nueva Guinea Occidental (Indonesia). Su rango altitudinal oscila entre 3225 y 4500 m s. n. m..